# マルチプレックスPCR
マルチプレックスPCR（マルチプレックスポリメラーゼ連鎖反応、Multiplex PCR）はポリメラーゼ連鎖反応の変法で、長大な遺伝子の中から欠失や重複を検出するのに用いられる。マルチプレックスPCRではゲノムDNAサンプルを、サーマルサイクラー中で複数のプライマーとDNAポリメラーゼで増幅する。マルチプレックスPCRは最初、1988年にジストロフィン遺伝子の欠失を検出する方法として発表されたほか、ステロイド スルファターゼ遺伝子にも用いられた。2008年には、マルチプレックスPCRはマイクロサテライトや一塩基多型（SNP）の検出にも用いられた。
マルチプレックスPCRでは、異なる配列を持つ様々なゲノム領域を増幅するため、１つのPCR試薬ミックスに複数のプライマーセットが含まれている。一度に複数のゲノム領域を増幅対象とすることで、それぞれの配列情報を１回のPCR実験で得ることができ、試薬と時間を節約することが可能となる。各プライマーセットのアニーリング温度は１反応でばらつきが生じないように最適化する必要がある。また、アンプリコンのサイズ（増幅するゲノム領域の鎖長）は通常、ゲル電気泳動で可視化した際に差が出るよう、互いに異なっている必要がある。マルチプレックスPCRキットは市販されており、法医学における劣化DNAサンプルや臨床検査におけるHLA、CYP等の解析など、様々な用途に用いられている。

## 用途
マルチプレックスPCRの用途には次のようなものがある：
1. 感染症などにおける原因菌やウイルスの特定
2. ハイスループットSNPジェノタイピング
3. 変異解析
4. 遺伝子欠失解析
5. テンプレートの定量
6. リンケージ解析
7. RNA検出
8. 法医学研究
9. 肥満研究

## ソフトウェア
Visual OMP - マルチプレックスPCRプライマー設計
PrimerPlex - マルチプレックスPCRプライマー設計
uMelt Batch 1.5 - マルチプレックスPCRにおける増幅産物のメルティングカーブ予測